# Vlag van Región Autónoma de la Costa Caribe Norte

Vlag van Región Autónoma de la Costa Caribe Norte

De vlag van Región Autónoma de la Costa Caribe Norte is het officiële symbool van de Región Autónoma de la Costa Caribe Norte, een autonome regio in Nicaragua waar vooral Miskito-indianen wonen.

## Ontwerp
De vlag bestaat uit drie even hoge horizontale banen in bruin, groen en blauw. De kaart van de regio in het midden van de vlag afgebeeld, en op de kaart is het wapen van deze regio geplaatst. In de omtrek is geschreven Region Autónoma del Atlántico Norte waarbinnen de zee omringd door een visser in zijn kano, twee parallelle heuvels, in het midden van de twee heuvels een toren en in het bovenste deel van deze zijn er vier sterren. Links staat de stralende zon, in het midden van de toren een hamer en sikkel.

## Symboliek
De drie kleuren hebben elk een symbolische betekenis. De bruine kleur staat voor de aarde. De groene kleur, staat voor de natuurlijke hulpbronnen. De blauwe kleur, staat voor de zee en blauwe lucht.
De vier sterren in het wapen vertegenwoordigen de vier etnische groepen waaruit onze regio bestaat: de Miskito's, de Mayangna's, de Mesties en de creolen. De toren, de hamer en de sikkel in het wapen vertegenwoordigen het gereedschap van de mijnindustrie. De kano op zee, met zijn werktuigen, vertegenwoordigt de exploitatie van visbestanden in de regio. De zee in het wapen vertegenwoordigt de Atlantische Oceaan. De twee heuvels in het wapen vertegenwoordigen de bergen en heuvels van de regio. De stralende zon in het wapen vertegenwoordigt de dageraad van autonomie.